# NGC 2818
NGC 2818 es una nebulosa planetaria ubicada en la constelación austral de Pyxis (la brújula). Gran parte de la nebulosa está constituida por los gases expulsados por las capas exteriores de una estrella al final de su vida. Ahora esta estrella es una enana blanca ubicada en el centro de la nebulosa.
A menudo es citado como un miembro de un cúmulo abierto, el NGC 2818A, sin embargo, las diferencias entre la velocidad radial de la nebulosa planetaria y este cúmulo abierto sugieren una alineación aparente de los dos astros, provocado solo por nuestra posición en el espacio. El caso es otro ejemplo de un par superpuesto, uniéndose al famoso caso de NGC 2438 y M46.
En parte debido a su pequeña masa total, los cúmulos abiertos presentan una cohesión relativamente pobre. En consecuencia, los cúmulos abiertos tienden a dispersarse después de un tiempo relativamente corto, normalmente en unos 10 millones de años, debido a influencias gravitatorias externas además de otros factores. En condiciones excepcionales, los cúmulos abiertos pueden permanecer intactos por hasta 100 millones de años.
Los modelos teóricos predicen que las nebulosas planetarias se pueden formar por estrellas de la secuencia principal de entre 1 y 8 masas solares, lo que pone su edad en 40 millones de años o más. Aunque hay unos pocos cientos de cúmulos abiertos a conocer en ese rango de edad, una variedad de razones limitan las posibilidades de encontrar un miembro de un cúmulo abierto en una fase de nebulosa planetaria. Una de ellas es que la fase de nebulosa planetaria de las estrellas más masivas que pertenecen a grupos más jóvenes es del orden de miles de años - un parpadeo en términos cósmicos. Hasta la fecha, ninguna asociación verdadera se ha establecido entre los cúmulos abiertos y nebulosas planetarias.